# Dayananda

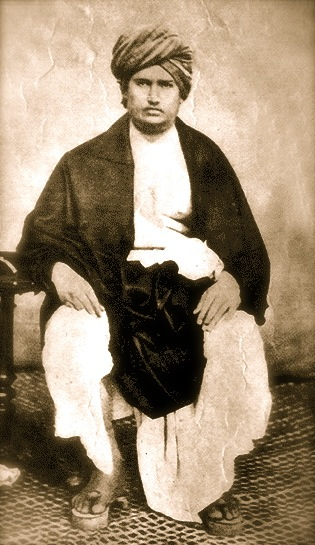
Dayananda Saraswati

Swami Dayananda Saraswati (hindi: स्वामी दयानन्द सरस्वती; * 1824 in Tankara, Gujarat, Indien; † 30. Oktober 1883 in Ajmer, Rajasthan, Indien) war ein reformistischer Gelehrter des Hinduismus.

## Leben
Dayananda wurde in einer orthodoxen Brahmanenfamilie unter dem Namen Mula Shankara geboren. Erst später nannte er sich Dayananda Saraswati. Er war ein Sannyasin, ein hinduistischer Asket, der auf der Suche nach einem Guru in Mathura auf Swami Virajananda traf. 1875 gründete er in Mumbai den Arya Samaj, eine sozio-religiöse Reformbewegung. Zunächst noch wenig erfolgreich in der Verbreitung seiner Lehre – zuvor war er schon in anderen Teilen Indiens mit der Gründung vergleichbarer Bewegungen gescheitert – kam es 1877/78 während eines Predigtaufenthaltes im Panjab zum großen Durchbruch. Innerhalb weniger Monate wurden tausende neue Mitglieder geworben und in allen bedeutenden Städten der Region lokale Zweigorganisationen des Arya Samaj gegründet. In dieser Zeit entstand hier ein Netzwerk, das besonders nach dem Tod Dayananda Sarasvatis eine wichtige Rolle in der sozio-politischen Entwicklung Nordwest-Indiens spielte. Ab 1878 gab es auch eine zwischenzeitliche Zusammenarbeit des Arya Samaj mit der Theosophischen Gesellschaft, die sich in Form der Theosophical Society of the Arya Samaj äußerte. 1882 jedoch kam es zu einem Bruch zwischen den beiden Organisationen, da die Theosophen Dayanandas Absolutheitsanspruch der Veden als einziger Wahrheit ablehnten. In seinem Buch Satyartha Prakasha macht Dayananda seine große Distanz zum Islam und zum Christentum deutlich, was einen wesentlichen Unterschied zum Ansatz des Reformers Ram Mohan Roy aus den 1820er Jahren darstellte. Dieser hatte ausdrücklich nach Schnittstellen seiner Religion zu diesen Traditionen gesucht.

## Lehre
Dayananda wollte die reine Lehre wieder finden, die nach seiner Ansicht im Veda begründet lag. Er kritisierte den damaligen Hinduismus, den er als degeneriert ansah, vor allen Dingen wegen der großen Bedeutung der Puranas in der Alltagsreligiosität. Darum verurteilte er Bilderverehrung, Ahnenverehrung, Pilgerschaft, Opferkult in Tempeln und Sati (Witwenverbrennung) mit der Begründung, dass all diese Dinge der vedischen Grundlage entbehrten. Der Arya Samaj stand auch dem Brahmanentum, dem Kastenwesen, der Unberührbarkeit und der Kinderheirat kritisch gegenüber. Sein Ziel war eine allgemein zugängliche religiöse Gemeinschaft aller Hindus auf der Basis des Veda. Obwohl es in diesem Rahmen bei Dayananda und dem Arya Samaj auch einen universellen Missionsanspruch gegenüber anderen Religionen außerhalb Indiens gab, kamen diese Tendenzen im Gegensatz zu Vivekananda nicht wesentlich zum Tragen. Zu heftig waren die innenpolitischen Konflikte mit der brahmanischen Orthodoxie und konkurrierenden Reformbewegungen unter Muslimen (Ahmadiyya) und Sikhs (Singh Sabhas), in die sich die Bewegung bald verstrickt sah.
Dayananda stützte seine Lehre vor allem auf den Samaveda, den Rigveda und Yajurveda, nicht jedoch auf die Brahmanas und Upanishaden. Er trat für die Verehrung eines gestaltlosen Gottes ein und entwickelte eine monotheistische Deutung der Veden. Die Lehre vom Karma, der Vergeltungskausalität der Taten, sowie von Samsara, des endlosen Kreislaufes der Wiedergeburten bis zur Erlösung, befürwortete er und betonte die traditionellen Ideale des Brahmacarin (Schüler, der in Keuschheit lebt) sowie des Samnyasin, der sich nach Erlösung strebend aller familiären Bindungen entledigt.
Als einer der ersten Inder machte er das Konzept des Svaraj (Selbstherrschaft, Autonomie) zur Zeit der britischen Kolonialherrschaft populär.